# Bygge och Bo

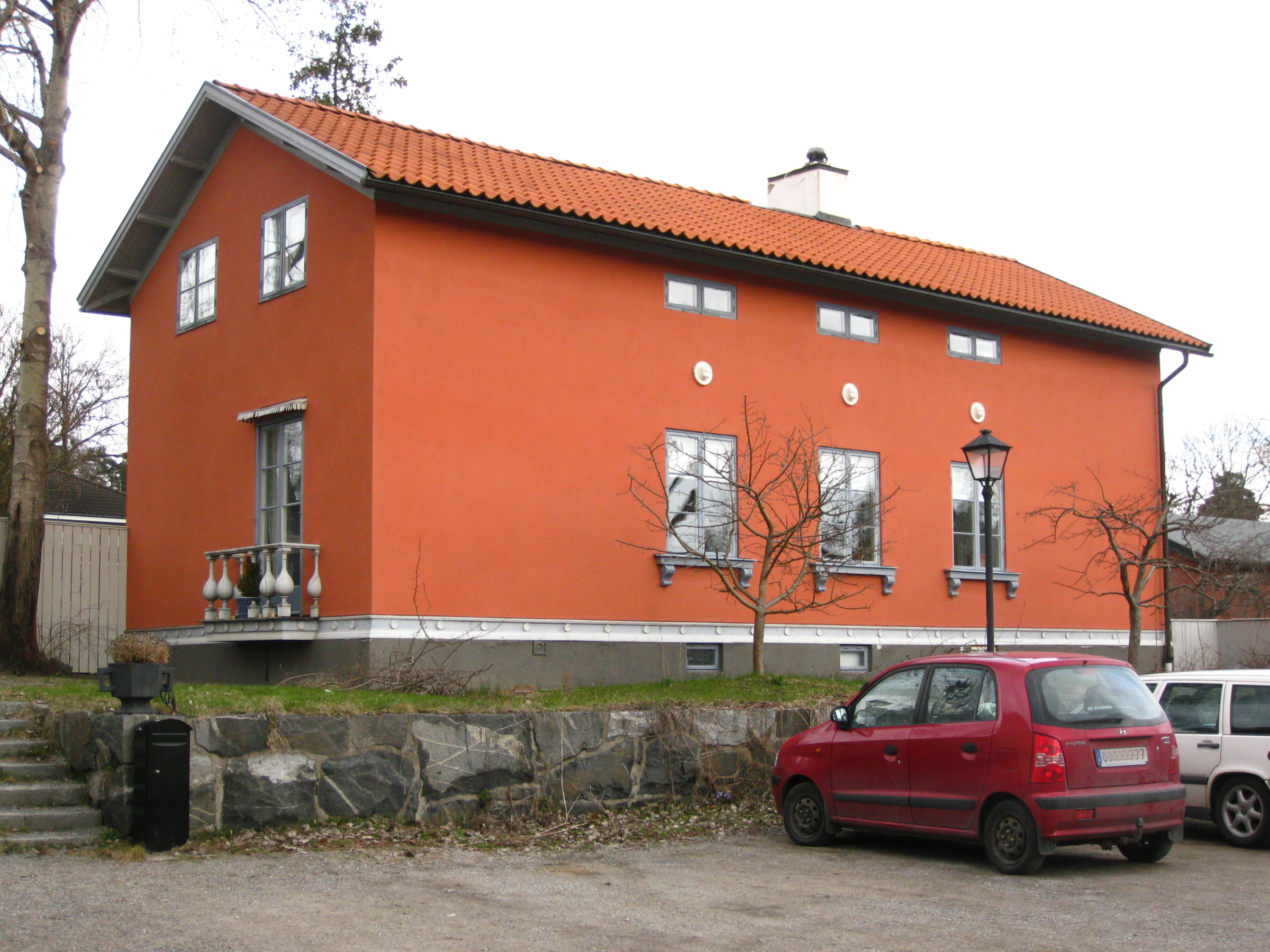
Villavägen 10 i Bo på Lidingö, ritat av Sven Markelius.

Bygge och Bo var en svensk organisation som arrangerade bostadsutställningar under 1920- och1930-talen. År 1921 ägde den första Bygge och Bo-utställningen rum i Konstakademiens lokaler. Flera utställningar ordnades därefter i Liljevalchs konsthall åren 1922 med utställning av köksinteriörer samt 1923, 1925 och 1928. År 1924 anordnades en utställning i ett nybyggt sexvåningshus vid Norr Mälarstrand i Stockholm med "det elektriska köket" samt hushållskök, lanthushållskök och städskåp ritade av olika arkitekter.
Den mest kända av utställningarna var Bygge och Bo som arrangerades i stadsdelen Bo på Lidingö 1925. Vid utställningen 1925 deltog flera av tidens ledande arkitekter med ritningarna till villorna som uppfördes efter en stadsplan av Sven Markelius. Utställningskommissarie för Bygge och Bo var ingenjören Petrus Wretblad.
Bygge och Bo-utställningen i Äppelviken 1927 blev nästa utställning som arrangerades. År 1928 var det en Bygge och Bo-utställning i Stockholm med temat "Det moderna stadsköket" och 1929 hölls en utställning i Östersund. Bygge och Bo-utställningar hölls även i flera landsortsstäder under 1930-talet. År 1930 hölls en Bygge och Bo-utställning i Borås och 1931 i Linköping, 1932 i Karlstad, 1933 i Västerås, 1934 i Karlskrona, 1935 i Halmstad, 1936 i Uddevalla och i Eskilstuna och 1937 i Gävle och i Örebro.

## Lidingöutställningen

### Beskrivning
Lidingöutställningen 1925 ägde rum i Bo vid Kyrkviken på norra Lidingö och öppnade den 11 september för att pågå till 18 oktober. 
De flesta husen kom att ritades av Sven Markelius själv (10 stycken), men flera andra ledande arkitekter som bidrog,  bland dem Sven Ivar Lind som liksom Tage William-Olsson ritade 3 hus. Även Ture Wennerholm, Hugo Häggström och Josef Persson ritade hus.
Området finns kvar och är relativt välbevarat och är koncentrerad kring Villavägen. Sedan 1987 är det ett riksintresse för kulturmiljövården.

### Historiska bilder

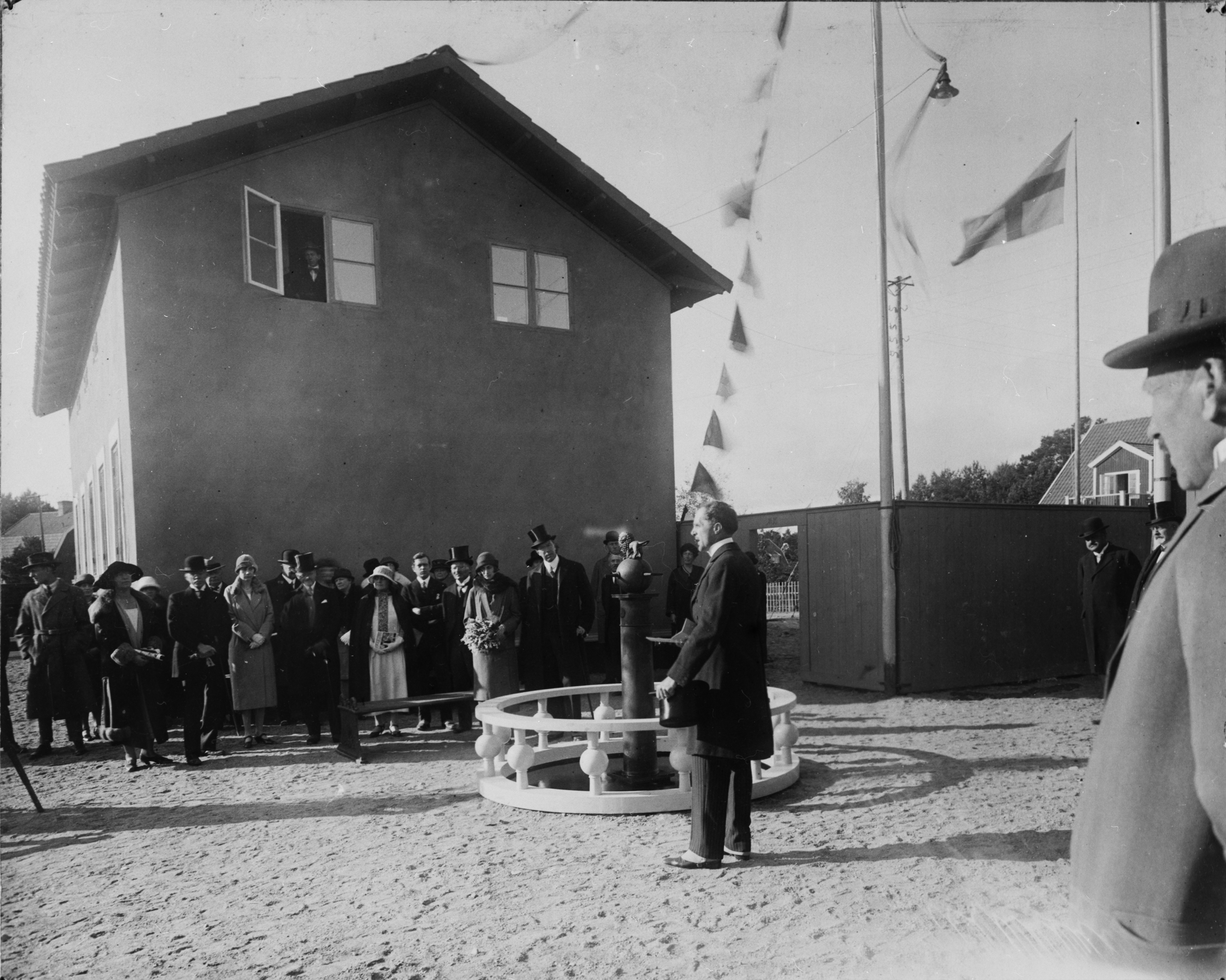
Bild från Villavägen, 1925, hus ritat av Markelius.
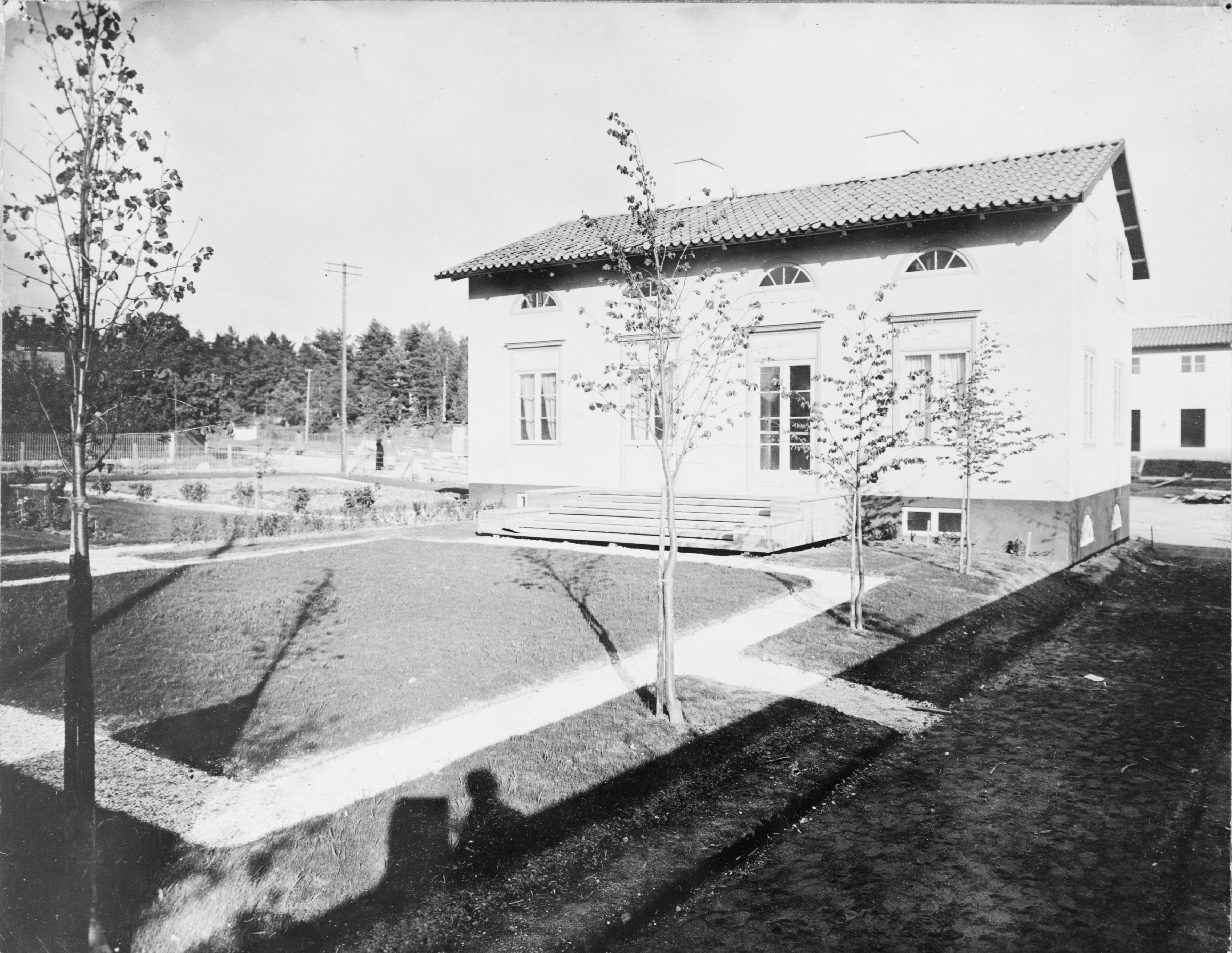
Bild från Villavägen, 1925, hus ritat av Tage William-Olsson.
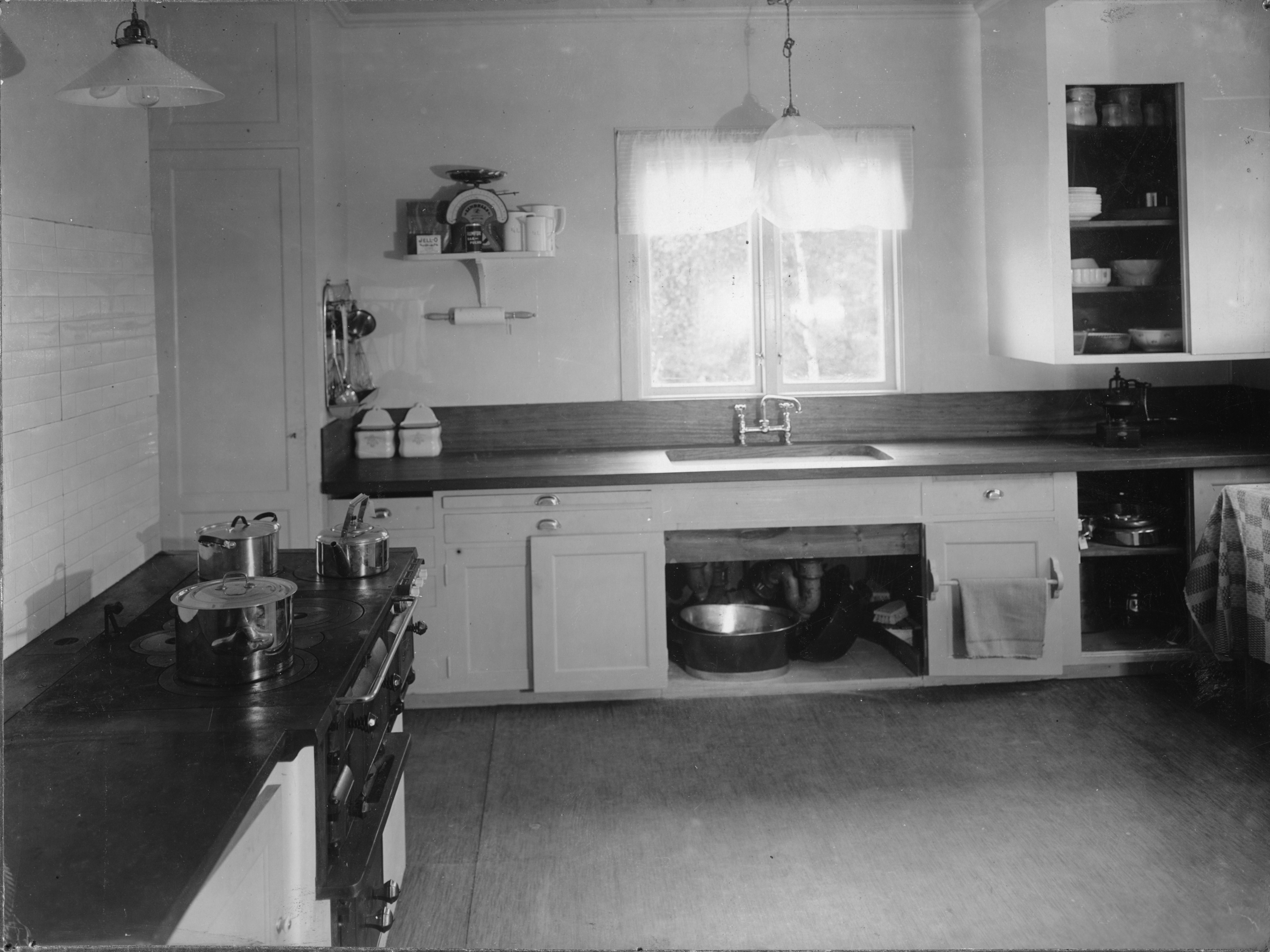
Bild från Villavägen, 1925, köksinteriör.
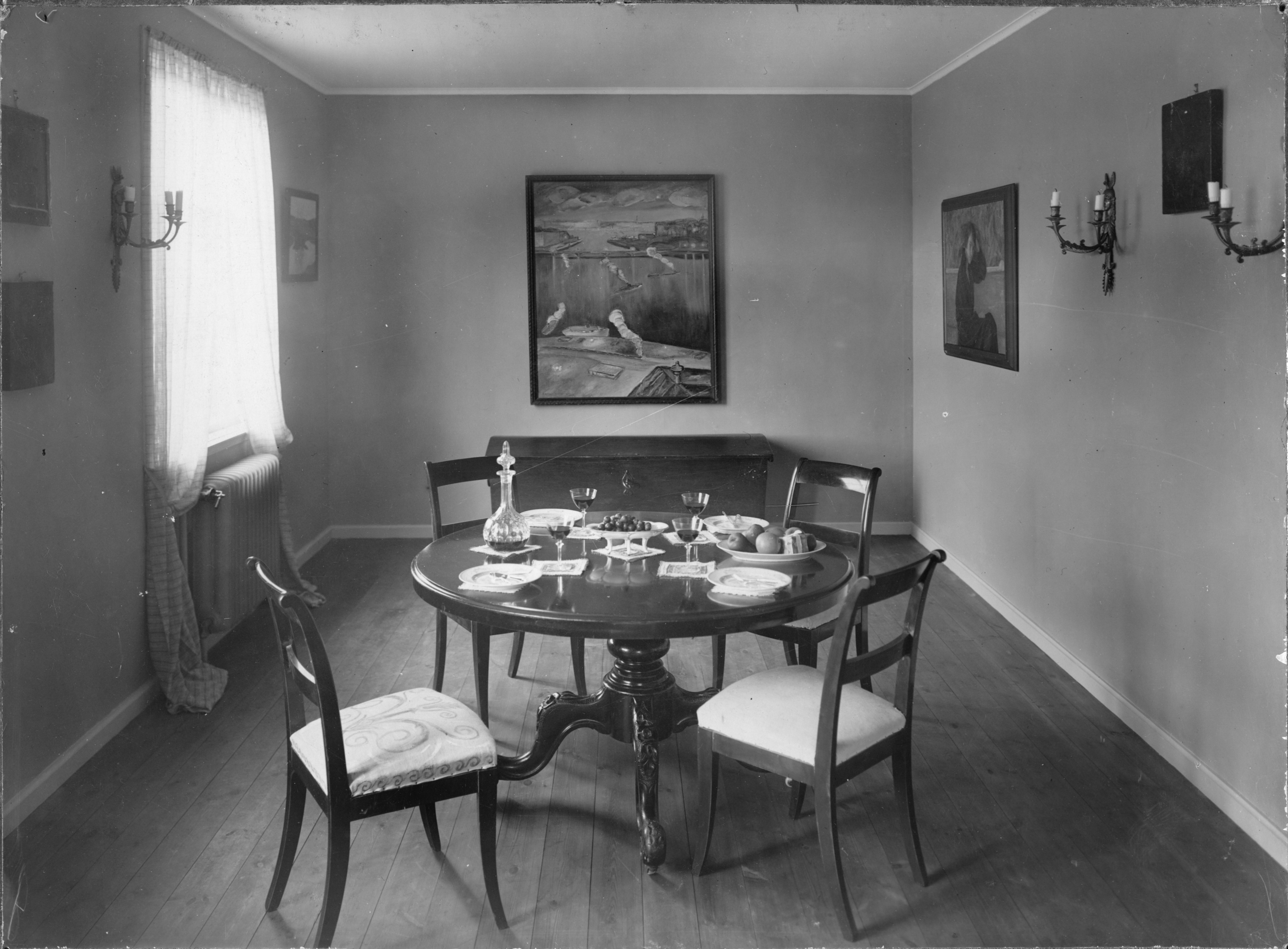
Bild från Villavägen, 1925, matrumsinteriör.

## Äppelvikenutställningen

### Beskrivning
Bygge och Bo-utställningen i Äppelviken, ägde rum 24 maj–15 september 1927, hade ca 25 000 besökare och omfattade 29 villor utmed Ekorrvägen i Äppelviken, Bromma. Området tillhör numera stadsdelen Stora Mossen.
Terrängen i området kring Ekorrvägen är relativt kuperad med berg och dalar. Utställningsvillorna tillkom alla i ett sammanhang under åren 1926-1927, och drygt hälften av villorna såldes under utställningen. De första som flyttade in fick bo kostnadsfritt den första sommaren mot att de visade sina hus för utställningsbesökarna.

### Bilder från utställningen

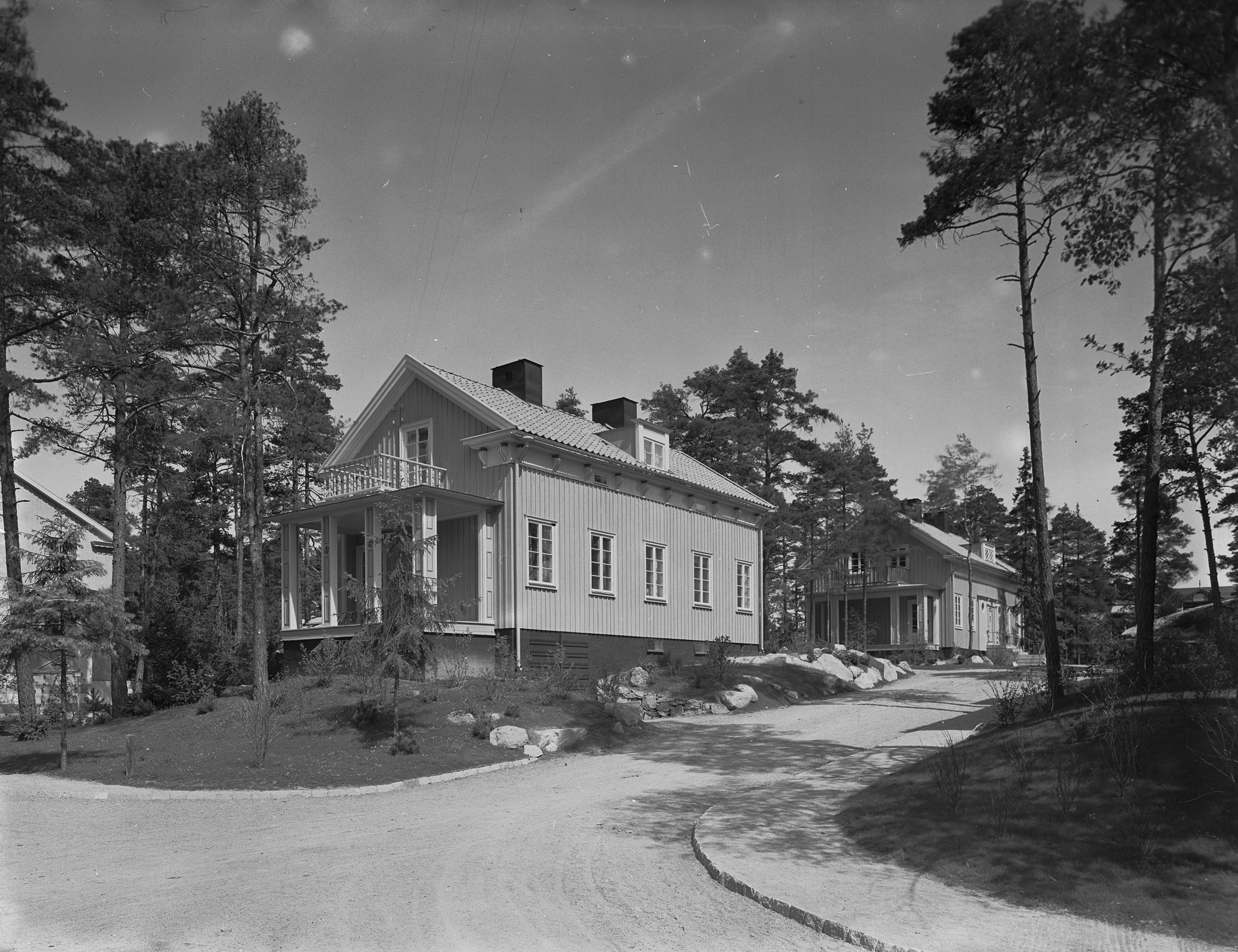
Villa på Ekorrvägen 4, (hus nr 27 i utställningen). Arkitekt Rolf Bolin.
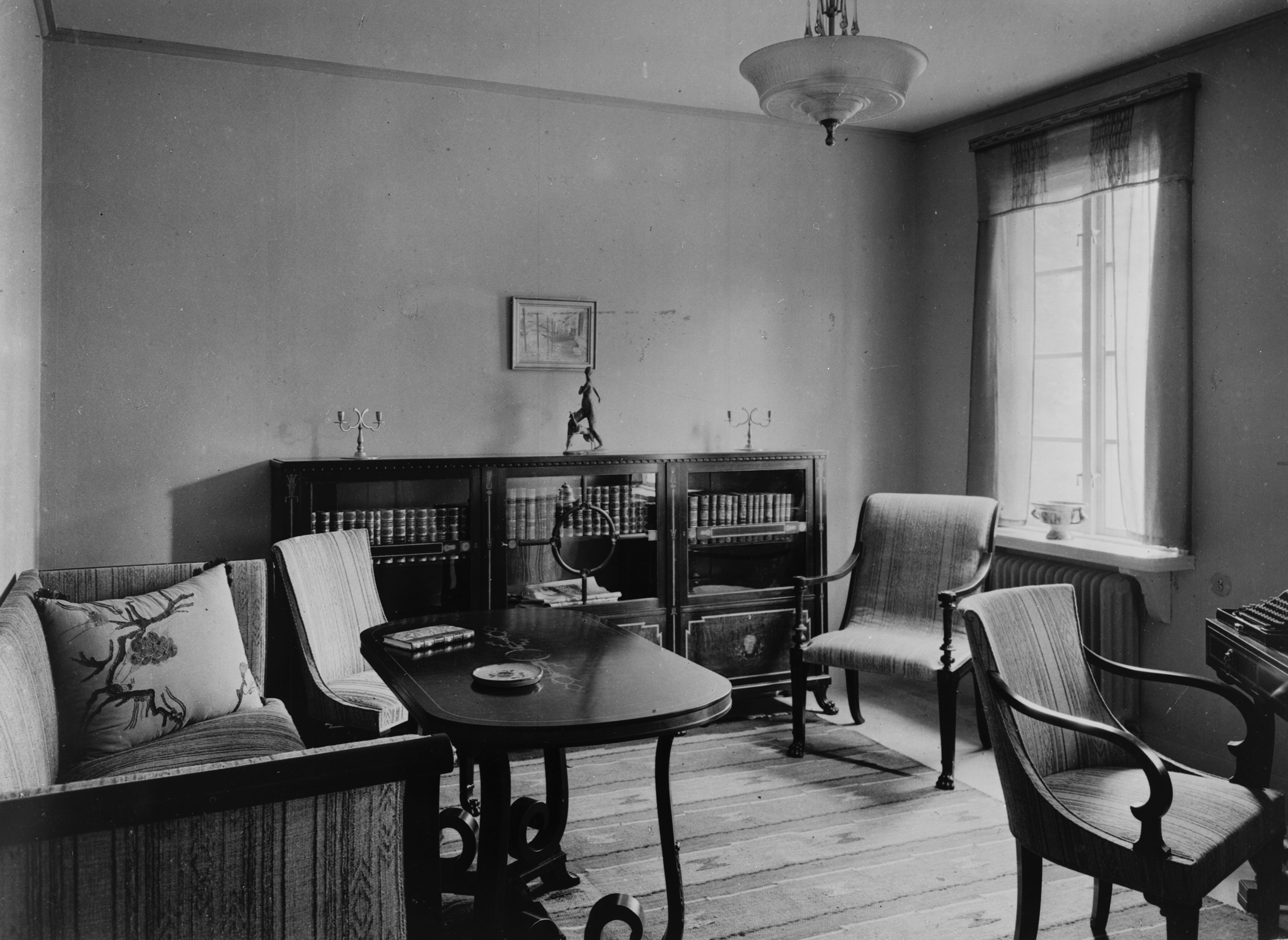
Interiör från ett vardagsrum.
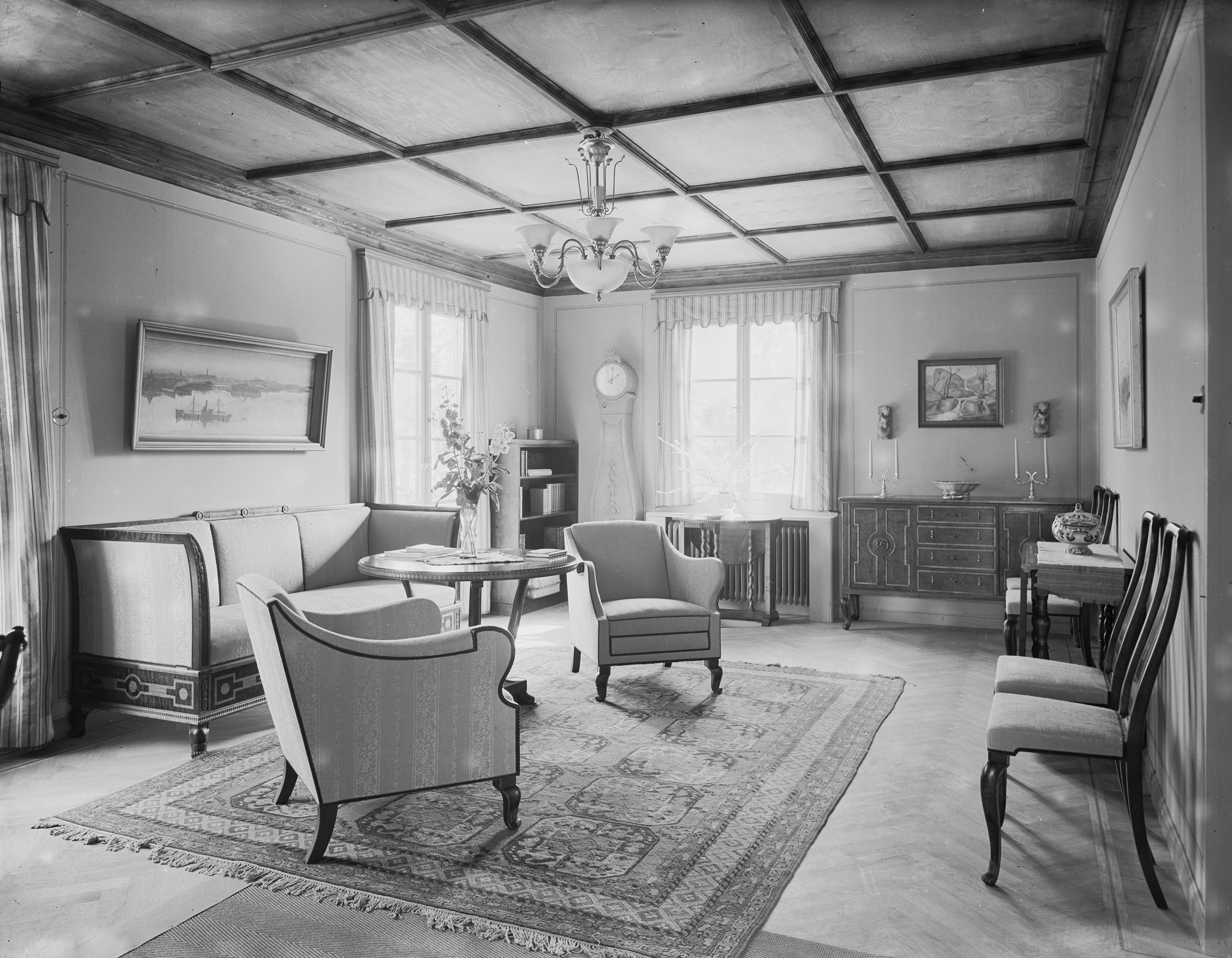
Interiör från ett vardagsrum.
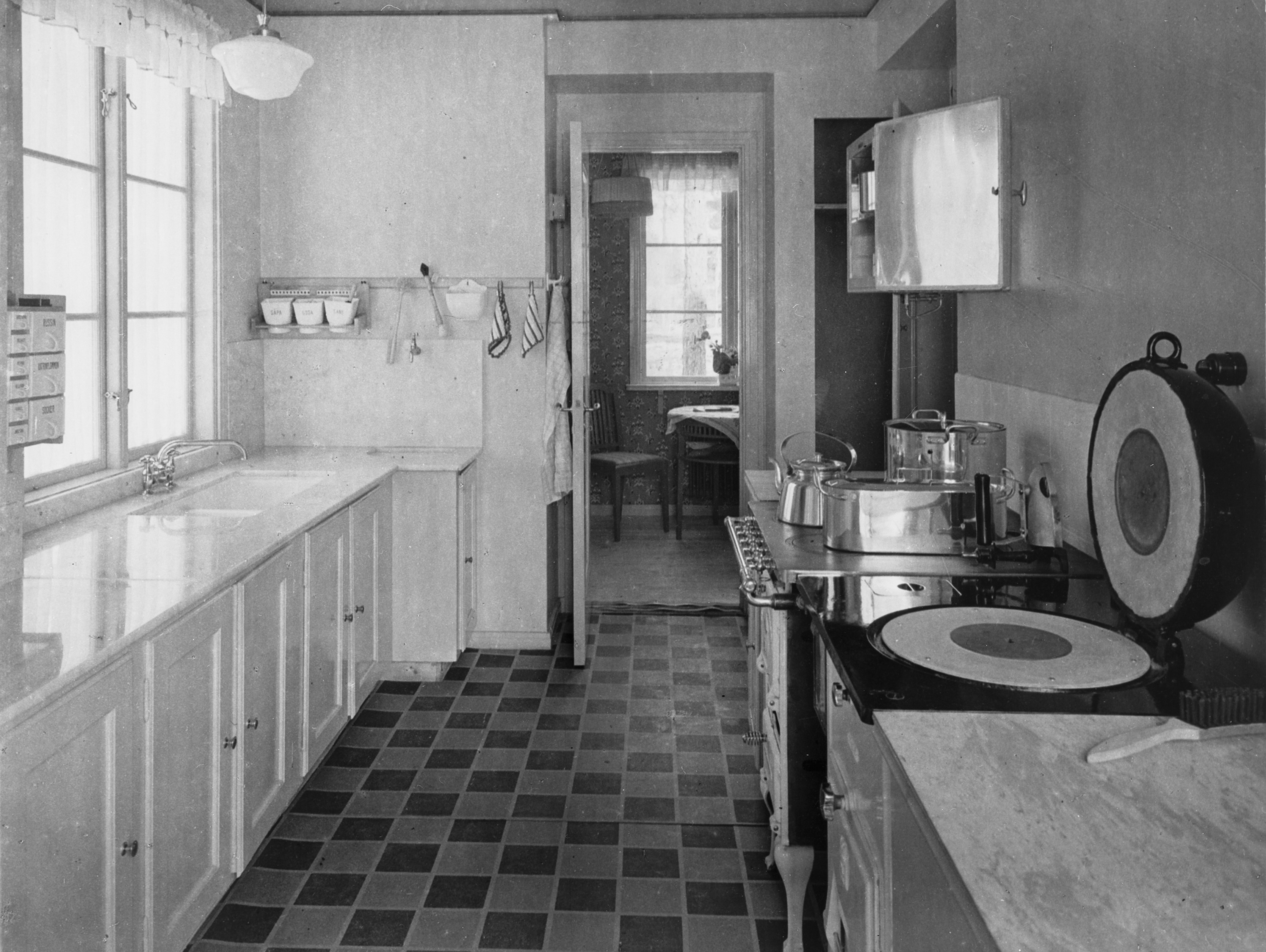
Interiör från ett kök med gasspis och Agaspis.